# Washington Cruz
Washington Cruz CP (ur. 25 maja 1946 w Itabuna) – brazylijski duchowny katolicki, arcybiskup Goiânia, w latach 2002–2021.

## Życiorys
Wstąpił do zgromadzenia pasjonistów i w nim złożył profesję wieczystą 26 października 1969. 25 lipca 1971 otrzymał święcenia kapłańskie. Pracował m.in. w Itabunie, Salvadorze oraz w stanie Bahia.
10 lutego 1987 został mianowany biskupem ordynariuszem diecezji São Luís de Montes Belos. Sakry biskupiej udzielił mu 9 maja 1987 bp Thomas William Murphy.
8 maja 2002 papież Jan Paweł II mianował go ordynariuszem archidiecezji Goiânia. 9 grudnia 2021 papież przyjął jego rezygnację z pełnionego urzędu, złożoną ze względu na wiek. 